# António Teles da Silva
António Teles da Silva (1590 – 1650) è stato un politico e militare portoghese, che ricoprì l'incarico di Governatore e Capitano generale dello Stato del Brasile tra il 1642 e il 1647.

## Biografia
Nacque nel 1590, figlio Luís da Silva, morto nel 1636, e di sua moglie Mariana de Lencastre, all'interno di una delle famiglie della grande nobiltà portoghese.
Avendo optato per la carriera militare, nel contesto della dinastia filippina e prima delle invasioni olandesi del Brasile, nel 1625 si imbarcò nell'armata organizzata nel Regno del Portogallo con lo scopo di riconquistare Salvador de Bahia, nello Stato del Brasile (la "Riconquista di Bahia").
In ricompensa per i suoi servigi, nel 1634-1635 venne inviato nell'India portoghese nella posizione di capitano maggiore delle navi impegnate nella Carreira da Índia, con la promessa di 100.000 reis di rendita annuale, più i proventi della sua quota nella Tratta degli schiavi.
Fu uno dei numerosi nobili che parteciparono al colpo di stato del 1º dicembre 1640 e, secondo i rapporti dell'epoca, fu l'unico a rimanere ferito nell'azione. Come risultato della sua partecipazione, nel 1641 fu nominato maestro di campo generale dell'Alentejo per il Consiglio di Stato e il Consiglio di guerra.
Nel maggio 1642 fu nominato da re Giovanni IV di Portogallo governatore e capitano generale dello Stato del Brasile, con la promessa di essere insignito del titolo di conte di Vilar-Maior, in sostituzione di Don Jorge de Mascarenhas, marchese di Montalvão. Prese possesso del suo incarico governativo a Salvador il 30 agosto dello stesso anno.
Dal 1643 e per ogni anno fino al 1649, inviò per proprio conto zucchero, cuoio, legno di jacaranda e tabacco a un procuratore di Lisbona, e con la vendita e il rispettivo investimento di capitale ricevette una rendita media annua di 2500-3000 cruzados.
Rimase in carica come governatore fino al dicembre 1647, quando fu sostituito da António Teles de Meneses, conte di Vila Pouca de Aguiar, risiedendo a Bahia fino al 1650, e assistendo il nuovo governatore generale, mentre continuava la sua attività iniziata nel 1643, associato a João Fernandes Vieira.

### Attività in Brasile
Lo scrittore brasiliano Vivaldo Coaracy dice nella sua opera O Rio de Janeiro no século 17, pagina 114, dice che lui era un uomo di integrità e di grande reputazione. Denunciando il governatore Salvador Correia de Sá e Benevides, accusato di avere pochi scrupoli, ordinò al Provedor da Fazenda di Rio de Janeiro, Domingos Correia, di fare un rapporto dettagliato sui provvedimenti presi dell'amministrazione. Correia, sfruttando l'assenza del governatore da São Vicente, svolse una vera e propria inchiesta, sfociata in una lunga e gravissima denuncia da lui inviata contro il governatore al Consiglio d'Oltremare.
Il governo di Antonio Teles da Silva è stato caratterizzato dal suo impegno nella cosiddetta insurrezione di Pernambuco. Pur non sostenuto apertamente dalla Corona Portoghese, nei negoziati diplomatici con i Paesi Bassi diede il suo appoggio al gruppo luso-brasiliano contro la presenza olandese nel nord-est del Brasile, ovvero al maestro di campo Francisco Barreto de Meneses.
Questo gruppo era condotto dal piantatore João Fernandes Vieira, con il sostegno del sergente maggiore André Vidal de Negreiros e dell'indigeno, governatore e capitão-mor degli indigeni, Antônio Filipe Camarão, cavaliere dell'Ordine di Cristo dal 1635.
Tra le tattiche di guerriglia adottate, il governatore ordinò l'incendio delle piantagioni di canna da zucchero a Pernambuco, con l'obiettivo di danneggiare i profitti degli olandesi, e con l'intenzione di rendere i luso-brasiliani più intraprendenti per fare la guerra. Cercò anche di organizzare le forze militari in altre regioni dell'America portoghese. In questo sforzo contattò il governatore della Capitania di Rio de Janeiro e generale delle flotte dello Stato del Brasile, Salvador Correia de Sá e Benevides, che però evitò ogni confronto con gli olandesi e preferì recarsi con la moglie Catarina de Velasco e i loro figli direttamente in Europa, con la scusa di non avere forze militari sufficienti per combattere gli invasori.
Antonio Teles da Silva interpretò questo gesto come un esempio della poca fedeltà di Salvador Correia de Sá alla causa della Restaurazione. Vivaldo Coaracy, nel suo libro O Rio de Janeiro no século 17, pagina 125, descrive la partenza della flotta da Salvador do Rio per Lisbona, nell'aprile del 1645, con Salvador Correia de Sá imbarcato sul galeone São Pantaleão, utilizzato come nave ammiraglia.
Quando la flotta arrivò a Bahia, lo squadra navale di Jerônimo Serrão de Paiva, partì subito per il nord, trasportando il tercio di André Vidal de Negreiros e quello di Martim Soares Moreno, che avrebbero partecipato alla insurrezione nel Pernambuco, mentre quelli di Henrique Dias e Filipe Camarão avevano già viaggiato via terra.
Secondo il piano originale, la flotta di Salvador Correia de Sá e Benevides doveva ricongiungersi alle navi di Jerônimo Serrão de Paiva dopo lo sbarco della fanteria e andare a minacciare gli olandesi a Recife, consegnando alcune lettere del governatore generale che intimavano alle autorità olandesi di lasciare la zona. Salvador Correia de Sá e Benevides fece finta di essere d'accordo con il piano d'azione, ma in realtà, arrivato a Pernambuco, ordinò di sbarcare le lettere che trasportava e tentò di allontanarsi verso l'Europa, recandosi a Coimbra per paura di proteggere il suo carico e abbandonando Serrão de Paiva. E con tanta fretta, "che fece sbarcare i parlamentari che aveva mandato al Consiglio e lasciò che gli olandesi dell'ammiraglio Jan Lichthart gli catturassero uno dei trasporti della flotta".

### Annotazioni
1. ↑  In quel documento Salvador Correia de Sá e Benevides era accusato di essere un prevaricatore, di utilizzare il denaro del Tesoro Reale, di proteggere i parenti e amici con provvedimenti individuali, di opprimere il popolo con tasse illegali di cui egli stesso si era fatto amministratore, di far costruire precarie fortificazioni dai suoi schiavi che fece pagare a prezzi esorbitanti, e di molte altre irregolarità amministrative compiute per suo esclusivo beneficio, con il quale aveva già aumentato la sua fortuna personale di oltre 300.000 cruzados da quando aveva assunto il governo della Capitania.

### Fonti
1. 1 2 3 4  Brasilhis.
2. ↑  Garcia 1985, p. 29.
3. 1 2 3  Hanson 1981, p. 26.
4. 1 2  Araújo 2014, p. 32.
5. ↑  Schwartz 2008, p. 198.
6. ↑  Araújo 2014, p. 30.
7. ↑  Ribeiro 1992, p. 32.
8. ↑  Araújo 2014, p. 40.
9. ↑  Araújo 2014, p. 41.
10. 1 2  Araújo 2014, p. 48.
11. 1 2  Araújo 2014, p. 49.
12. 1 2  Coaracy 1965, p. 125.